# Social Science Research Council
Der Social Science Research Council (SSRC) ist eine 1923 in Manhattan gegründete, heute in Brooklyn Heights angesiedelte, unabhängige und gemeinnützige US-amerikanische Einrichtung zur Förderung der Forschung in den Sozialwissenschaften und verwandten Disziplinen. Ihr derzeitiger Präsident ist Craig Calhoun.
Gegenwärtig arbeitet das SSRC zu vier Themenbereichen: zur Öffentlichkeit, zur Migration, zur globalen Sicherheit und Kooperation und zu Wissensinstitutionen. Zu den Themen der etwa zwanzig aktiven Programme innerhalb dieser Themenbereiche zählen die Privatisierung von Risiko, die internationale Migration, die Medienreform, Religion und internationale Angelegenheiten und die HIV/AIDS-Erkrankung in Russland, Afrika und in der Welt.